# Saint-Lyphard
 Saint-Lyphard  es una población y comuna francesa, situada en la región de Países del Loira, departamento de Loira Atlántico, en el distrito de Saint-Nazaire y cantón de Herbignac.

## Demografía
| 1331 | 1357 | 1554 | 2364 | 2889 | 3178 |
| Para los censos de 1962 a 1999 la población legal corresponde a la población sin duplicidades (Fuente: INSEE [Consultar]) |      |      |      |      |      |